# Federico Achaval
Federico Achaval Elena (Montevideo, 27 de julio de 1941-Cabo Polonio, Uruguay; 13 de marzo de 2010) fue un biólogo e investigador en el área de la herpetología y taxonomía de la Facultad de Humanidades y Ciencias en Uruguay. También se desempeñó como docente de la Universidad y tuvo a su cargo la Sección Zoología de Vertebrados de dicha Facultad, emprendiendo numerosos proyectos y participando de publicaciones de trabajos científicos de reconocimiento internacional.

## Trayectoria
Obtuvo su Magíster en Ciencias en la Facultad de Ciencias de la Universidad de la República (Uruguay) y desarrolló tareas en el Museo Nacional de Historia Natural entre 1975 y 1983.
Publicó extensos trabajos vinculados a la taxonomía de reptiles, aves, mamíferos e insectos. Entre sus aportes a la herpetología se encuentran alrededor de ochenta obras, treinta artículos de divulgación científica, y dos capítulos de libros. Asimismo, escribió cinco libros en coautoría.
A partir de 1963, colaboró activamente en los Departamentos de Entomología y Zoología de Vertebrados de la Facultad de Humanidades y Ciencias de Montevideo, en 1974 profundiza sus estudios en anfibios y reptiles durante una estadía de ocho meses en Estados Unidos. Allí tuvo la oportunidad de compartir conocimientos junto a a Clarence McCoy en el Carneige Museum de Pittsburg, Pensilvania. Y entre los años 1966 y 1976, trabajó como ayudante en Zoología de Vertebrados de la misma Facultad, y como Profesor Adjunto interino entre 1987 y 1991.
Realizó tareas de asesoramiento en el “Grupo de Trabajo Asesor de Ofidismo”, para la adquisición de suero antiofídico en Uruguay y el tratamiento de afectados por mordedura de serpiente. Este grupo funcionó hasta 1988, año en que se creó la “Comisión Asesora de Ofidismo”, la cual integró el profesor Achaval realizando aportes profesionales en los cuales defendió la producción nacional de suero antiofídico.
Entre sus aportes fundamentales al conocimiento, se destaca el variado material en especies proporcionado a diversas colecciones. Tal es el caso de ejemplares comparativos osteológico de tortugas, cérvidos y edentados, y Tremátodos de Reptiles, todos materiales obtenidos por él mismo y sus equipos de trabajo, mediante recolección.
Fue Encargado de la Sección Zoología Vertebrados hasta su retiro en 1999. En sus últimos años de trabajo, actuó como Investigador Asociado en la Facultad de Ciencias de la Universidad de la República.

## Actividades y Cogobierno en laUniversidad de la República
- 1966 - Es nombrado Delegado de la Asociación de Estudiantes de Ciencias de la Facultad a la Comisión de Trabajo en el Interior.
- 1969 - Es designado por el Decano de la Facultad de Humanidades y Ciencias, profesor Ardao para integrar una comisión para la compra de material de campo junto al doctor Tálice y el profesor Fierro Vignoli.
- 1971 - Se le encarga como miembro titular por el Orden de Estudiantes en la Comisión de Asuntos Administrativos. (Res. C. F. Núm. 667 del 6-X-1971).
- 1972 y 1973 - Se le nombra por el Consejo de la Facultad de Humanidades y Ciencias en la sección del 6I-X 586/72 y 11-IV 228/73 en la coordinación y supervisión de los trabajos que se realizan en el mimeógrafo de la Fac. (Resolución C. F. Núm. 332 del 16-V).
- 1985 - Integra la Comisión de Biblioteca de la Facultad de Humanidades y Ciencias.
- 1989 - Es designado por el Consejo de la Facultad de Humanidades y Ciencias como suplente del profesor Raúl Vaz Ferreira en la representación de la Facultad para integrar la Comisión encargada de idear el convenio para la creación y mantenimiento de un serpentario. (Resolución del Consejo de Facultad 314/89 del 17-VIII)

## Premios
En diciembre de 1982 recibió el primer premio del concurso fotográfico sobre "Conservación de Fauna y Flora", organizado por la Sociedad Zoológica del Uruguay.

## Homenajes
El Primer Congreso de Zoología del Uruguay, celebrado en 2010 llevó su nombre a modo de reconocimiento de quienes fueron sus colegas y alumnos, a pocos meses de su fallecimiento.

## Algunas de sus obras en coautoría
- “Clave para la determinación de los Reptiles del Uruguay” (2001), publicación Instituto de Biología, Sección Zoología Vertebrados - Facultad de Ciencias, Montevideo.
- “Anfibios y Reptiles del Uruguay”,(2007) publicación Zonalibro, Montevideo.
- “Mamíferos de la República Oriental del Uruguay: Guía fotográfica” (2007), publicación Zonalibro, Montevideo.
- “Anfibios del Uruguay”. Federico Achaval & Raúl Maneyro. Diseño: Santiago Carreira.
- “Reptiles del Uruguay”. Federico Achaval. Diseño: Santiago Carreira.[4]
- “Aves del Uruguay”. Federico Achaval. Diseño: Santiago Carreira.[5]
- “Mamíferos del Uruguay”. Federico Achaval. Mario Clara & Carlos Altuna Diseño: Santiago Carreira[6]

## Trabajos Publicados
- CARREIRA, S. & ACHAVAL F.Una nueva especie de ofidio para el Uruguay Waglerophis merremi. Boletín Sociedad Zoológica del Uruguay.
- CARREIRA, S., ACHAVAL F & MENEGHEL M."Atractus reticulatus (NCN. Distribution Uruguay" (2004) Herpetological Review.
- ACHAVAL, F. 1973. Folklore. Algunas supersticiones sobre víboras. Bol. Mus. Nac. Hist. Nat. Mont. (2): 4. (Montevideo).
- ACHAVAL, F.; MELGAREJO, A. & MENEGHEL, M. [1976]. Víboras venenosas del Uruguay. Inst. Inv. Cienc. Biol. [6 pp.], [1-9 figs.]. (Montevideo).
- ACHAVAL, F. & MELGAREJO, A. 1979. Tortugas del Uruguay. Almanaque del Banco de Seguros del Estado 1980, 63: 228-232, [1-5 figs.]. (Montevideo).
- ACHAVAL, F. 1980. El yacaré. Bol. Mus. Nac. Hist. Nat. Mont. 2 (29): 5-6. (Montevideo).
- ACHAVAL, F.; MELGAREJO, A. & MENEGHEL, M. 1985. Víboras venenosas del Uruguay. Charona 16 (352): 24-25, [1-4 figs.]. (Montevideo).
- ACHAVAL, F.; BURGER, M.; CARITAT, R.; GARRIDO, M.; MENEGHEL, M.; PÉREZ-MOREIRA, L.; PINO, A.; PURTSCHER, H.; SALVATELLA, R.; SAVIO, E.; SILVA, R.; SOMA-MOREIRA, R.; VILLA, V. M. & ZANETTA, E. 1988. El Accidente Ofídico en el Uruguay. ¿Cómo es y qué hacer? Almanaque del Banco de Seguros del Uruguay.(1989), 72: 223-231, 1-8 figs. (Montevideo).
- VAZ-FERREIRA, R.; ZOLESSI, L. C. de & ACHAVAL, F. 1969. Reproducción de Squamata y hormigas cultivadoras. Resumen de las comunicaciones, IV Congr. Latinoamer. Zool. p. 12. (Caracas).
- VAZ-FERREIRA, R. & ACHAVAL, F. 1975. Sobre nidos, huevos, nacimiento y neonatos de Caiman latirostris (Daudin, 1802). Resumen IV Jornadas Argentinas de Zoología. 1317X1975, Corrientes: 66-67.
- ACHAVAL, F. & MENEGHEL, M. 1980. Ecology of Caiman latirostris. SSARHI Meetings, 6-10-VIII-1980: 2 Abstract. (Milwaukee, Wisconsin, U. S. A.).
- ACHAVAL, F.; MENEGHEL, M. D. & MELGAREJO, A. R. 1980. Conservación de la fauna de vertebrados del Uruguay. II Reunión Iberoamer. Conserv. Zool. Vert. 15-20-VI-1980. Resumen: 123. (Cáceres, España).
- MELGAREJO, A. R.; MENEGHEL, M. D. & ACHAVAL, F. 1980. Sobre un ejemplar de Bothrops alternatus (Serpentes: Viperidae) con aberraciones cromáticas y morfológicas; estudio revisivo de la especie para Uruguay. VIII Congr. Latinoamer. Zool. 5-11-X-1980. Resumen: 142-143. (Mérida, Venezuela).
- VAZ-FERREIRA, R.; ACHAVAL, F. & GONZALEZ, J. 1980. Impacto de la formación del embalse de Salto Grande sobre la fauna de Vertebrados. I. Efectos sobre las aves y su comportamiento. II Reunión Iberoamer. Conserv. Zool. Vert. 15-20-VI-1980. Resumen: 122. (Cáceres, España).
- VAZ-FERREIRA, R.; ACHAVAL, F. & GONZALEZ, J. 1980. Efectos de la formación de un lago de represa sobre la fauna de aves y mamíferos y sobre su comportamiento. VIII Congr. Latinoamer. Zool. 5-11-X-1980. Resumen: 145-146. (Mérida, Venezuela).
- VAZ-FERREIRA, R.; ACHAVAL, F. & GONZALEZ, J. 1980. Efectos de la formación de un lago de represa sobre la fauna de Anfibios y Reptiles y sobre su comportamiento. VIII Congr. Latinoamer. Zool. 5-11-X-1980. Resumen: 146-147. (Mérida, Venezuela).
- ACHAVAL, F.; HUERTAS, M. & VALLEJO, S. 1981. Impacto de la ciudad de Montevideo (Uruguay) sobre la fauna del área. XV Congr. Internac. Fauna Cinegética y Silvestre. 17-23-V-1981. Resumen: 3. (Trujillo, Cáceres, España).
- VALLEJO, S.; ACHAVAL, F. & HUERTAS, M. 1981. Impacto de las carreteras y vías férreas sobre la fauna silvestre de vertebrados del Uruguay. XV Congr. Internac. Fauna Cinegética y Silvestre, 17-23-V-1981, Resumen: 153. (Trujillo, Cáceres, España).
- VAZ-FERREIRA, R.; ACHAVAL, F. & GONZALEZ, J. 1981. Reacciones y cambios de la fauna en un área de Represa. XV Congr. Internac. Fauna Cinegética y Silvestre. 17-23-V-1981. Resumen: 159. (Trujillo, Cáceres, España).
- ACHAVAL, F.; MENEGHEL, M. D. & MELGAREJO, A. R. 1982. Estado actual del conocimiento de Caiman latirostris (Daudin, 1801) Crocodylia, Alligatoridae. IIIa. Reunión Iberoamer. Conserv. Zool. Vert. 15-19-XI-1982. Resumen: 1. (Buenos Aires).
- ACHAVAL, F.; VALLEJO, S. & HUERTAS, M. 1982. Comunicación preliminar sobre el efecto de las carreteras en la fauna de vertebrados del Uruguay. IIIa. Reunión Iberoamer. Conserv. Zool. Vert. 15-19-XI-1982. Resumen: 2. (Buenos Aires).
- VAZ-FERREIRA, R.; ACHAVAL, F. & GONZALEZ, J. 1982. Evolución y situación actual de la fauna de vertebrados del área de Salto Grande (Margen uruguaya). IIIa. Reunión Iberoamer. Conserv. Zool. Vert. 15-19-XI-1982. Resumen: 114. (Buenos Aires).
- SIMO, M.; PRIGIONI, C.; LANGONE, J. & ACHAVAL, F. 1985. Introducción accidental de algunas especies exóticas de Anura (Amphibia) y Squamata (Reptilia), a la ciudad de Montevideo, Uruguay. Nota Preliminar. XII Congresso Brasileiro de Zoologia, 27-I-1-II-1985. Campinas, SP, Brasil. Resumos: 234.
- SIMO, M.; PRIGIONI, C.; LANGONE, J. & ACHAVAL, F. 1986. Nuevos aportes al relevamiento de especies introducidas accidentalmente al Uruguay por cargamentos de banana. XIII Congr. Brasileiro Zool., 27-II1-986. Resumen: 265. (Cuiabá, Mato Grosso).
- ACHAVAL, F. & MENEGHEL, M. 1988. La conservación en el Uruguay. V Reunión Iberoamer. Conserv. Zool. Vert. 25-30-VII-1988. Resumen: 86. (Montevideo).
- ACHAVAL, F. & PRIGIONI, C. 1988. Reporte de colisión de "Berlín" (Makaira nigricans) a una tortuga Laud (Dermochelys coriacea).V Reunión Iberoamer. Conserv. Zool. Vert. 25-30-VII-1988. Resumen: 93. (Montevideo).
- GRUPO DE TRABAJO ASESOR SOBRE OFIDISMO 1988. Accidentes ofídicos en el Uruguay, antecedentes y situación actual. V Reunión Iberoamer. Conserv. Zool. Vert. 25-30-VII-1988. Resumen: 92: (Montevideo).
- MENEGHEL, M.; ACHAVAL, F. & OLMOS, A. 1988. Comportamiento materno filial de Helicops leopardinus (Schlegel, 1837) en cautiverio. V Reunión Iberoamer. Conserv. Zool. Vert. 25-30-VII-1988. Resumen: 61. (Montevideo).
- VAZ-FERREIRA, R.; ACHAVAL, F. & GEPP, A. 1988. Cambios del hábitat y de la fauna en el área de Salto Grande. V Reunión Iberoamer. Conserv. Zool. Vert. 25-30-VII-1988. Resumen: 89. (Montevideo).
- RIOS, C. & ACHAVAL, F. 1991. Estado actual de la cría experimental en el Uruguay del caimán de hocico ancho Caiman latirostris (Crocodylia, Alligatoridae). Proceedings of the 1st Regional Meeting of the Crocodile Specialist Group and Workshop on Farming Santa Marta, Colombia 11-14-XI.
- UMPIERREZ, S.; SANTOS, M.; RIOS, C.; CUNDINES, N.; GONZALEZ, S.; BRUM-ZORRILLA, N. & ACHAVAL, F. 1993. Estudio preliminar realizado sobre ejemplares en cautiverio de Caiman latirostris. VI Congreso Iberoamericano de Conservación y Zoología de Vertebrados, Santa Cruz (Bolivia) 5-9-VII-1993: 10-11.
- UMPIERREZ, S.; SANTOS, M.; RIOS, C.; CUNDINES, N. & ACHAVAL, F. 1993. Estudio de alimentación en cautiverio de Caiman latirostris. 3.º Congreso Latino-Americano de Herpetologia. Campinas, SP, Brasil. Ressumos: 100.
- GONZALEZ, E. M. & ACHAVAL, F. 1994. El pingüino rey Aptenodytes patagonicus (Sphenisciformes, Sphenicidae) en Uruguay. 1.er. Encuentro Nacional sobre Fauna Acuática, 14-X-1994. Organizado por la Sociedad Zoológica del Uruguay & Instituto Nacional de Pesca. Resumen: s/p. Montevideo.
- ACHAVAL, F.; De BONIS, S.; SZTEREN, D.; De MAIO, V.; LLUCH, O.; CARREA, G.; AZPIROZ, A. & TENREIRO, V. 1995. Relevamiento de Tetrápodos en el establecimiento "El Relincho" (Dpto. De San José), Uruguay. XVII Reunión Argentina de Ecología 24-28-IV-1995. Organizada por: Universidad Nacional de Mar del Plata Resúmenes: 7. Mar del Plata, Argentina.
- ACHAVAL, F. & MENEGHEL, M. 1996. Confirmación de Eunectes notaeus COPE, 1862 (Serpentes: Boidae), “Anaconda amarilla” para Uruguay. Actas de las IV Jornadas de Zoología del Uruguay. P. 7.
- ACHAVAL, F.; VILLAR, S.; REGO, N.; de BONIS, A.; PONS, F.; DELGADO, N.; VIDAL, C. & DE MAIO, V. 1996. Distribución por ambientes y frecuencia de aparición de tetrápodos de “El Relincho”. . Actas de las IV Jornadas de Zoología del Uruguay. P. 7.
- CLARA, M. & ACHAVAL, F. 1999. Datos preliminares sobre reservorios de Hanta Virus en Uruguay. Actas de las V Jornadas de Zoología del Uruguay. Boletín de la Sociedad Zoológica del Uruguay. 2.ª época. 11: 13.
- FALLABRINO, A.; ACHAVAL, F.; HERNANDEZ, M. & CARACCIO, N. 1999. Uruguay: ¿País tortuguero? Actas de las V Jornadas de Zoología del Uruguay. Boletín de la Sociedad Zoológica del Uruguay. 2.ª época. 11: 18.
- BERRINI, R.; LOMBARDI, R. & ACHAVAL, F. 2001. Estatus de Sus scrofa Linnaeus, 1758, “Jabalí” (Mammalia; Arctiodactyla). Actas de las VI Jornadas de Zoología del Uruguay. Publicación Especial de la Sociedad Zoológica del Uruguay. Resumen: 24.
- CARREIRA, S. & ACHAVAL, F. 2001. Una nueva especie de culebra para el Uruguay Waglerophis merremi (Wagler, 1824), “Sapera” (Reptilia: Squamata: Ophidia) Actas de las VI Jornadas de Zoología del Uruguay. Publicación Especial de la Sociedad Zoológica del Uruguay. Resumen: 32.
- CARREIRA, S.; UMPIERREZ, S. & ACHAVAL, F. 2001. Confirmación de la presencia de Hemidactylus mabouia (Moreau de Jones, 1818) en Uruguay (Squamata: Gekkonidae). Actas de las VI Jornadas de Zoología del Uruguay. Publicación Especial de la Sociedad Zoológica del Uruguay. Resumen: 32.
- CLARA, M. & ACHAVAL, F. 2001. Preferencia de hábitat de algunas especies de Muridae (Rodentia) del Uruguay. Actas de las VI Jornadas de Zoología del Uruguay. Publicación Especial de la Sociedad Zoológica del Uruguay. Resumen: 33.
- CLARA, M.; ACHAVAL, F.; ARBIZA, J.; DELFRARO, A.; TOMÉ, L.; LOZANO, M. & ENRIA, D. 2001. Caracterización de Hantavirus y Arenavirus en sus reservorios naturales en Uruguay. Actas de las VI Jornadas de Zoología del Uruguay. Publicación Especial de la Sociedad Zoológica del Uruguay. Resumen: 34
- LOMBARDI, R.; BERRINI, R. & ACHAVAL, F. 2001. Zonas utilizadas como refugio por Sus scrofa Linnaeus, 1758, “Jabalí” (Mammalia: Artiodacryla). Actas de las VI Jornadas de Zoología del Uruguay. Publicación Especial de la Sociedad Zoológica del Uruguay. Resumen: 49.
- CLARA, M. & ACHAVAL, F. 2003. Preferencia de Hábitat de Oligoryzomys flavescens (Rodentia; Cricetidae) en áreas afectadas por Hantavirus. Actas de las VII Jornadas de Zoología del Uruguay. Publicación Especial de la Sociedad Zoológica del Uruguay. pág, 48.
- CLAVIJO-BAQUET, S.; MAGONE, L. & ACHAVAL, F. 2004. Relevamiento de las poblaciones naturales de Phrynops williamsi en Uruguay. 1º Congresso Brasileiro de Herpetología 11-16 de Julio, Curitiba, Paraná, Brasil. Resumen en CD-Rom.
- DEL BENE, D.; CAMOU, T.; TANGACI, M.; HERMIDA, V.; CLARA, M.; ACHAVAL, F.; BLANC, A.; RUCHANSKY, D.; ARBIZA, J. & LE BAS, A. E. 2005.- Relevamiento bacteriológico de floras nasal, gingival y rectal en cachorros sanos de Arctocephalus australis Zimmermann, 1783 (Mammalia, Otariidae). Terceras Jornadas de Conservación y Uso Sustentable de la Fauna Marina. 14-17-IX-2005, Montevideo p. 33.
- DEL BENE, D.; CAMOU, T.; TANGACI, M.; HERMIDA, V.; CLARA, M.; ACHAVAL, F.; BLANC, A.; RUCHANSKY, D.; ARBIZA, J. & LE BAS, A. E. 2005 – Parámetros químicos plasmáticos en cachorros sanos de Arctocephalus australis Zimmermann, 1783 (Mammalia, Otariidae). Terceras Jornadas de Conservación y Uso Sustentable de la Fauna Marina. 14-17-IX-2005, Montevideo p. 48-49.
- CLARA, M.; ACHAVAL, F.; DELFRARO, A.; Tomé, L.; D’ELIA, G. & ARBIZA, J. 2005. Nuevos reservorios de Hantavirus Oxymycterus nasutus y Oligoryzomys delticola (Rodentia: Cricetidae) en Punta Ballena, Departamento Maldonado, Uruguay. Publicación Especial de la Sociedad Zoológica del Uruguay. Actas de las VIII Jornadas de Zoología del Uruguay. II Encuantro de Ecología del Uruguay: 52.
- CLAVIJO-BASQUET, S.; MAGNONE, L. & ACHAVAL, F. 2005. Comportamiento de asoleamiento de las tortugas de agua dulce Hidromedusa tectifera (COPE, 1869), Phrynops hilarii (Duméril y Bibron, 1835) y Trachemys dorbigni (Duméril y Bibron, 1835) (Reptilia: Chelonia). Publicación Especial de la Sociedad Zoológica del Uruguay. Actas de las VIII Jornadas de Zoología del Uruguay. II Encuantro de Ecología del Uruguay: 52
- CLAVIJO-BAQUET, S.; LOUREIRO, M. & ACHAVAL, F. 2005. Variación geográfica en Hidromedusa tectifera COPE, 1869 (Chelinia: Chelidae). Publicación Especial de la Sociedad Zoológica del Uruguay. Actas de las VIII Jornadas de Zoología del Uruguay. II Encuantro de Ecología del Uruguay: 53.
- DELFRARO, A.; D’ELIA; G.; CLARA, M.; TOMÉ, L.; ACHAVAL, F.; RUSSI, J. C. & ARBIZA, J. 2005. Identificación de Oxymycterus nasutus y Oligoryzomys delticola como reservorios de Hantavirus en el Uruguay. Publicación Especial de la Sociedad Zoológica del Uruguay. Actas de las VIII Jornadas de Zoología del Uruguay. II Encuantro de Ecología del Uruguay: 61.
- BERRINI, R.; LOMBARDI, R.; CLARA, M. & ACHAVAL, F. 2005. El jabalí (Sus scrofa) en el Uruguay – un enfoque biológico y socioeconómico. Publicación Especial de la Sociedad Zoológica del Uruguay. Actas de las VIII Jornadas de Zoología del Uruguay. II Encuantro de Ecología del Uruguay: 79.
- LAGOMARSINO, F. & ACHAVAL, F. 1991. El carpincho. Noticias LANA. S. U. L. (98): 30-32, 1-2 figs.
- MAGNONE, L.; CLAVIJO-BAQUET, S.; ACHAVAL, F. & BESSONART, M. 2005. Aportes sobre la biología de Phrynops williamsi Rhodin y Mittermeier, 1983 en Uruguay. Publicación Especial de la Sociedad Zoológica del Uruguay. Actas de las VIII Jornadas de Zoología del Uruguay. II Encuantro de Ecología del Uruguay:
- MAGNONE, L.; ACHAVAL, F. & BESSONART, M. 2005. Crecimiento alométrico en el “Morrocoyo” Trachemys dorbigni (Duméril y Bibron, 1835) Reptilie: Chelonia: Emydidae. Publicación Especial de la Sociedad Zoológica del Uruguay. Actas de las VIII Jornadas de Zoología del Uruguay. II Encuantro de Ecología del Uruguay: 81.
- MAGNONE, L.; ACHAVAL, F. & BESSONART, M. 2005. Dimorfismo sexual en el “Morrocoyo” Trachemys dorbigni (Duméril y Bibron, 1835) Reptilia: Chelonia: Emydidae. Publicación Especial de la Sociedad Zoológica del Uruguay. Actas de las VIII Jornadas de Zoología del Uruguay. II Encuantro de Ecología del Uruguay: 81.
- MILESI, P.; ACHAVAL, F. & CLARA, M. 2005. Proporción de sexo y preferencia de ambientes en Oligoryzomys flavescens (Waterhouse, 1837) (Rodentia: Cricetidae) en un área forestado. Publicación Especial de la Sociedad Zoológica del Uruguay. Actas de las VIII Jornadas de Zoología del Uruguay. II Encuantro de Ecología del Uruguay: 86.
- PÉREZ-GARCÍA, M. I.; CLARA, M. & ACHAVAL, F. 2005. Bácula en Cricetidae: redescripción para Oligoryzomys flavescens y descripción para Oligoryzomys delticola. Publicación Especial de la Sociedad Zoológica del Uruguay. Actas de las VIII Jornadas de Zoología del Uruguay. II Encuantro de Ecología del Uruguay: 93.
- PUIME, A.; LIPORACE, V.; CLARA, M.; ACHAVAL, F. & TOMÉ, L. 2005. Seroprevalencia de infección toxoplásmica en roedores (Cricetidae y Muridae) en la localidad de Cerrillos, Departamento de Canelones – Uruguay. Publicación Especial de la Sociedad Zoológica del Uruguay. Actas de las VIII Jornadas de Zoología del Uruguay. II Encuentro de Ecología del Uruguay: 98. (Poster)52.
- REGO, N.; CARLOZZI, A.; D’ELIA, G.; ACHAVAL, F.; CLARA, M.; DELFRARO, A.; TOMÉ, L.; ARBIZA, J. 2005. Taxonomía alfa de Oligoryzomys flavescens (Rodentia, Cricetidae) en Uruguay: Implicaciones epidemiológicas. Publicación Especial de la Sociedad Zoológica del Uruguay. Actas de las VIII Jornadas de Zoología del Uruguay. II Encuentro de Ecología del Uruguay: 110.
- ROCCA, P.; CABALLERO-SADI, D.; CLARA, M. & ACHAVAL, F. 2005. Peligro aviario en aeropuertos – El caso del Aeropuerto Internacional de Carrasco. Publicación Especial de la Sociedad Zoológica del Uruguay. Actas de las VIII Jornadas de Zoología del Uruguay. II Encuentro de Ecología del Uruguay.100.
- Uruguay Ministerio de Salud Pública. División Epidemiología. Comisión Asesora de Ofidismo 1988. Medidas de emergencia en las mordeduras de ofidios ponzoñosos: 1-2 (Montevideo).
- Uruguay Ministerio de Ganadería, Agricultura y pesca. Sub Comisión Legislación. Comisión Asesora de Fauna. 1989. Legislación vigente en materia de fauna. Direc. Gen. Rec. Nat. Ren., Div. Fauna, Dpto. Técnico 77 pp. (Montevideo).
- Uruguay Ministerio de Salud Pública. División Epidemiología. Comisión Asesora de Ofidismo 1989. Medidas de emergencia en las mordeduras de ofidios ponzoñosos: 1-3 (Montevideo).
- Uruguay Ministerio de Salud Pública. División Epidemiología. Comisión Asesora de Ofidismo 1989. Medidas de emergencia en las mordeduras de ofidios ponzoñosos. Información al público: 1. (Montevideo).
- Uruguay Ministerio de Salud Pública. División Epidemiología. Comisión Asesora de Ofidismo 1990. Medidas de emergencia en las mordeduras de ofidios ponzoñosos: 1-3 (Montevideo).
- Uruguay Ministerio de Salud Pública. División Epidemiología. Comisión Asesora de Ofidismo 1991. Medidas de emergencia en las mordeduras de ofidios ponzoñosos: 1-3. (Montevideo).
- Uruguay Ministerio de Salud Pública. División Epidemiología. Comisión Asesora de Ofidismo 1991. Medidas de emergencia en las mordeduras de ofidios ponzoñosos. Información al público: 1-2, 1 mapa. (Montevideo).
- Uruguay Ministerio de Salud Pública. División Epidemiología. Comisión Asesora de Ofidismo 1995. Medidas de emergencia en las mordeduras de ofidios ponzoñosos.: 1-4, 1 mapa. (Montevideo).